# مارگیتا (پلاندیشته)
مارگیتا (به صربی: Margita) یک منطقهٔ مسکونی در صربستان است که در Plandište municipality واقع شده‌است. مارگیتا ۱٬۰۴۷ نفر جمعیت دارد و ۷۹ متر بالاتر از سطح دریا واقع شده‌است.